# Far til fire - til søs
Far til fire - til søs er en af de nyere Far til fire-film i den lange serie. Filmen blev instrueret af Claus Bjerre og havde premiere i efterårsferien 2012. En del af optagelserne skete i Det sydfynske Øhav ombord på den gamle galease Havgassen, der til lejligheden havde skiftet navn til Valborg. Et andet skib som bruges i filmen og som i filmen kaldes Medusa, hedder i sit civile liv Palnatoke.

## Handling
Familien er i gang med forberedelserne til Søs og Peters bryllup, men midt i det hele er de nødt til at tage en tur til Fyn for at hjælpe Peters plejefar, Skipper. Hans skoleskib Valborg (Havgassen) har i tidens løb givet mange forældreløse drenge og piger en god start på livet. Men skibet er ved at forfalde og kan kun reddes, hvis Skipper vinder førstepræmien i den årlige kapsejlads for gamle træskibe i Det sydfynske Øhav. Ombord på Valbog møder Per Trine, der i første omgang ikke vil vide af Per. De bliver dog gode venner og kæmper sammen for at få Valborg først i mål, selv om rivalerne på skibet Medusa bruger alle mulige tricks.

## Medvirkende
- Niels Olsen: Far
- Kasper Kesje: Lille Per
- Sidse Mickelborg: Søs
- Kathrine Bremerskov Kaysen: Mie
- Jakob Wilhjelm Poulsen: Ole
- Jess Ingerslev: Onkel Anders
- Søren Bregendal: Peter
- Bjarne Henriksen: skipper
- Sebastian Klein: Torben

## Modtagelse
Modtagelsen af filmen var overvejende negativ, hvor BT, Jyllands-Posten og Ekstra Bladets anmeldere alle gav filmen en ud af seks mulige stjerner, mens Berlingske og Politikens anmeldere gav filmen to ud af seks mulige stjerner.